# Arion lusitanicus
Arion lusitanicus é uma espécie de lesma do género Arion. É endémica de Portugal, particularmente da Serra da Arrábida, e é comumente confundida, inclusive em literatura especializada com a espécie Arion vulgaris, considerada uma peste e invasora em vários países da Europa. Embora tenham aspecto semelhante, e ambas ponham cerca de 400 ovos por postura, distinguem-se pelo número de cromossomas (24 em A. lusitanicus vs 26 em A. vulgaris)